# Heidelinde
Heidelinde ist ein weiblicher Vorname.

## Herkunft und Bedeutung des Namens
Es handelt sich um einen weiblichen althochdeutschen Personennamen, zusammengesetzt aus Heide und Linde.
heit = Art, Wesen, Stand
linta = sanft, weich, mild

## Namenstag
Namenstage sind der 24. März und der  16. Dezember.

## Bekannte Namensträgerinnen
- Heidelinde Leutgöb (* 1972), österreichische Regisseurin
- Heidelinde Penndorf (* 1956), deutsche Politikerin
- Heidelinde Pfaffenbichler (* 1972), österreichische Schauspielerin
- Heidelinde Prüger (* 1973), österreichische Literatin und Lyrikerin
- Heidelinde „Heidi“ Reiter (* 1953), österreichische Politikerin (Grüne)
- Heidelinde Weis (1940–2023), österreichische Schauspielerin